# 十一烯酸睾酮
十一烯酸睾酮，缩写TUe，是一种雄激素/合成代谢类固醇药物和雄激素酯，已不再上市。它是Durasteron和Triolandren的成分，这两种药物是长效的睾酮酯油溶液混合物，通过肌肉注射给药。